# Xanthotaenia busiris
Xanthotaenia busiris är en fjärilsart som beskrevs av John Obadiah Westwood 1858. Xanthotaenia busiris ingår i släktet Xanthotaenia och familjen praktfjärilar. Inga underarter finns listade i Catalogue of Life.

## Bildgalleri

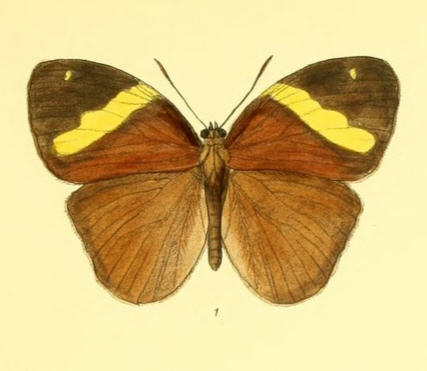
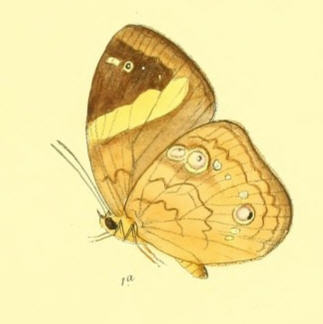
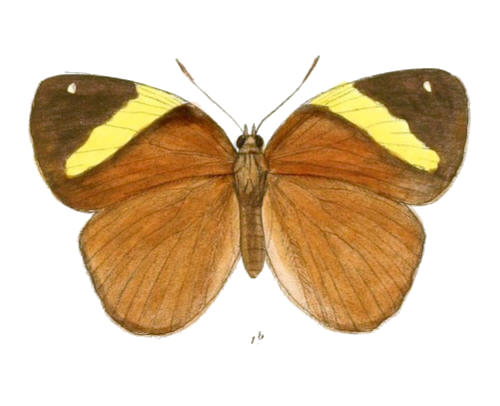
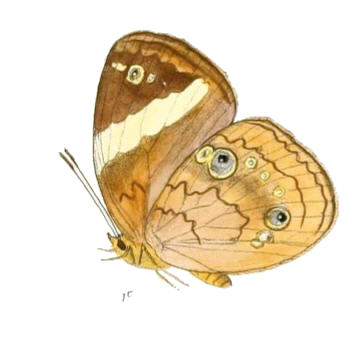